# NGC 6302
NGC 6302 је планетарна маглина у сазвежђу Шкорпија која се налази на NGC листи објеката дубоког неба.
Деклинација објекта је - 37° 6' 12" а ректасцензија 17h 13m 44,1s. Привидна величина (магнитуда) објекта NGC 6302 износи 9,6 а фотографска магнитуда 12,8. NGC 6302 је још познат и под ознакама PK 349+1.1, ESO 392-PN5, Sh2-6, Bug nebula.